# Distrito de Bikaner
Bikaner (en hindi: बीकानेर) es un distrito de la India en el estado de Rajastán. Código ISO: IN.RJ.BI.
Comprende una superficie de 27244 km².
El centro administrativo es la ciudad de Bikaner.

## Demografía
Según censo 2011 contaba con una población total de 2367745 habitantes, de los cuales 1 123 829 eran mujeres y 1 243 916 varones.